# 翁愈祥
翁愈祥（1567年10月1日—1610年2月28日），字兆和，號泰輿，直隸常熟縣人，明朝政治人物。

## 生平
萬曆十六年〔1588〕戊子科應天鄉試第二十三名舉人，萬曆二十六年（1598年）戊戌科三甲八十名進士。刑部觀政，授山東鄒平縣知縣，次年調浙江會稽縣知縣，丁父憂去職，服除，萬曆三十二年（1604年）補京師大名府清豐縣知縣，三十五年（1607年）移江西東鄉縣知縣，三十七年擢升禮部主事，尋改吏部稽勳司，未赴任卒。

## 家族
曾祖翁瑞。祖翁卿，號介石；祖母薛氏（1508年-1599年），封孺人，終年九十二。父翁拱極。兄翁憲祥。